# Olof Hunger

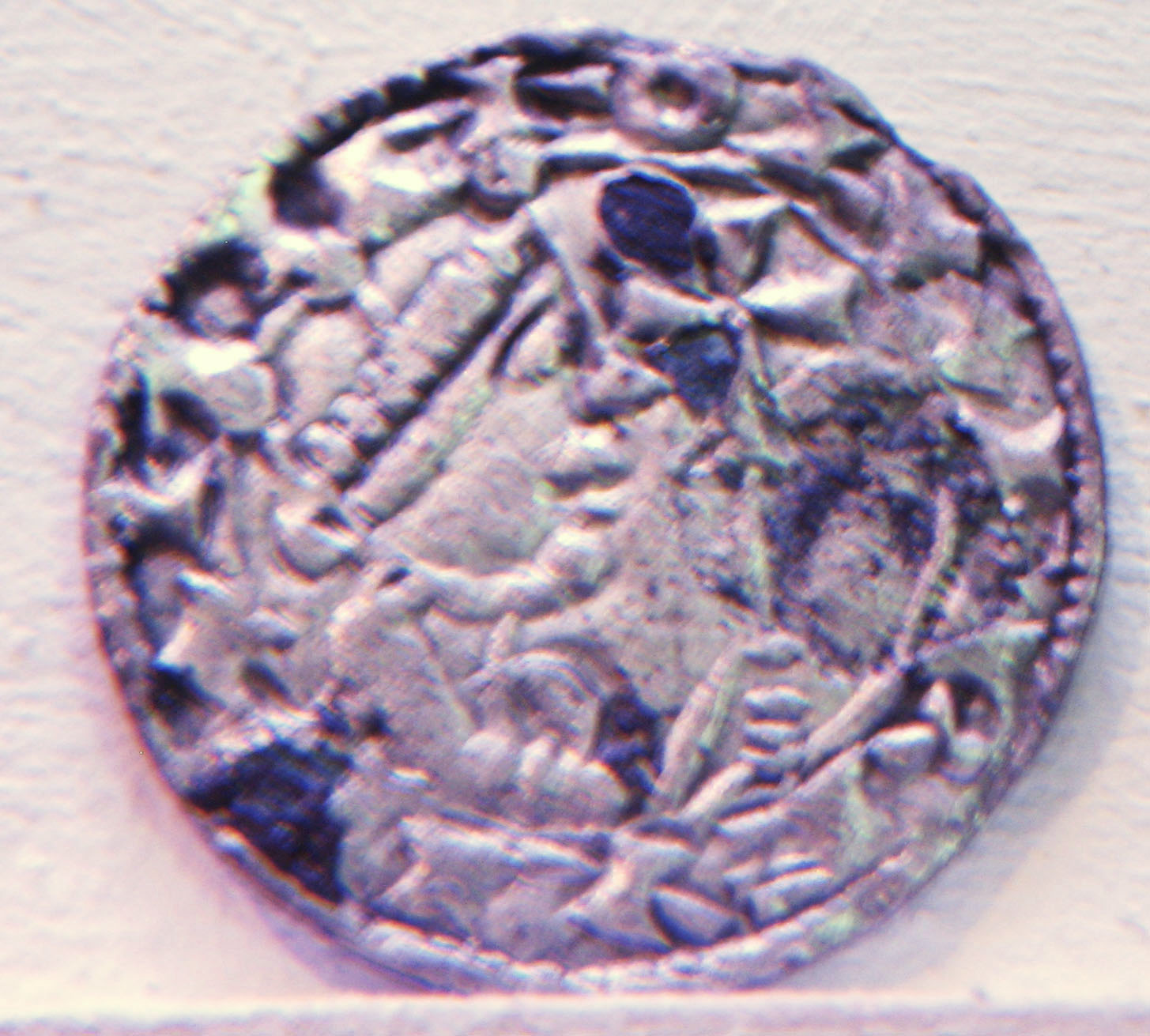
Mynt slaget för Olof Hunger.

Olof Hunger, död 18 augusti 1095, son till Sven Estridsson, var kung av Danmark från 1086. Han gifte sig med den norske kungen Harald Hårdrådes dotter Ingegerd, men de fick inga barn. Under Olofs tid rådde missväxt i Danmark och han blev möjligen offrad för att råda bot på svälten. Han är den ende regenten i den danska kungalängden, vars gravplats är okänd, även om vissa menar att han kan ha blivit begraven nära nuvarande Bjerringbro på Midtjylland.